# Stazione di Santo Stefano Udinese
La stazione di Santo Stefano Udinese è una fermata ferroviaria del Friuli-Venezia Giulia che si trova sulla linea ferroviaria Udine-Cervignano.

## Storia
La fermata di Santo Stefano Udinese venne attivata il 14 novembre 1938 insieme a quella di Lumignacco.

## Movimento
Non è più servita da treni dall'introduzione dell'orario cadenzato il 15 dicembre 2013.

## Servizi
La stazione dispone dei seguenti servizi:
- Biglietteria automatica
- Interscambio Autobus
- Parcheggio di scambio

La stazione è dotata di un marciapiede non rialzato lungo 155 metri, in gran parte asportato.